# Hans og Trine
Hans og Trine er en dansk stum romantisk dramafilm fra 1908 produceret af Nordisk Films Kompagni og instrueret af Viggo Larsen.

## Handling
Bønderne fejrer majfest i landsbyen og den raske bondekarl Hans vælges til majkonge, og han vælger Trine som sin majdronning. Den onde ridefoged forsøger dog at gøre tilnærmelser til Trine, men Hans bryder rasende ind. Ridefogeden er herefter på nakken af Hans, og i den følgende tid bliver Hans sat på den ene umulige opgave efter den anden. Til sidste bliver Hans sat på træhesten af ridefogeden, der løbende har gjort kur til Trine og foræret hende dyre smykker. 
Mens Hans under store pinsler sidder på træhesten, opdager herremanden, at der har været tyve i smykkeskrinet, og overlader det til ridefogeden at finde den skyldige. Trine fortæller herremanden, at hun har fået dyre smykker af ridefogeden, og mysteriet opklares, ridefogeden arresteres og Hans løftes af træhesten. Herremanden kalder Hans og Trine til sig næste dag, hvor de modtager en sum penge som belønning, og herremanden giver dem tilladelse til at gifte sig.

## Medvirkende
- Agnes Nørlund Seemann
- Petrine Sonne
- Viggo Larsen
- Gustav Lund
- Rigmor Jerichau